# Janez Mihelič
Janez Mihelič, slovenski rimskokatoliški duhovnik in nabiralec pregovorov, * 14. januar 1750, Srednja Dobrava pri Kropi, † (?) 1792, (?). 
Mihelič je od leta 1764 do 1760 obiskoval gimnazijo v Ljubljani, od 1770 filozofijo in od 1771 teologijo, po posvetitvi 1775 je poslušal še pri Lenazu dogmatiko, pri  Pogačniku kanonično pravo in cerkveno zgodovino. Od 1777 do 1781 je bil kaplan v Rogatcu, do 1788 župnik v Radečah, do poletja 1790 je bil župnik in dekan na Svibnem. Ko je 23. sept. 1789 umrl novomeški prošt Jebačin, se je potegoval za mesto prošta tudi Mihelič, a brez uspeha. Poslednja ohranjena vest o njem je iz leta 1792, ko je imel beneficij pri ljubljanski stolnici.
Mihelič je bil poleg Vodnika in Zakotnika med prvimi aktivnimi Pohlinovimi učenci ter začel na njegovo pobudo (še pred spomladjo 1775), prvi zbirati slovenske pregovore. V isti času je bila najverjetneje napisana tudi »Mila pesem, katiro je k hvali teh pregovorov pejl« ter jo objavil v 1. zvezku Pisanic  (1779). Njegova zbirka pregovorov je obsegala 1779 po njegovi izjavi v »krajnskem gvantu« prispevke »gorenjske, dolenjske in ptuje dežele«.